# 去吧戀48
『去吧♡戀48』（日语：イッテこいフォーティーエイト）是神奈川電視台(tvk)由2011年5月1日開始在毎週星期日23:00 - 23:30（JST）播放的綜藝節目。

## 概要･内容
攝影棚部分是SKE48成員在寬240cm的日本第一小的攝影棚（自稱）從觀眾收到的企劃挑戰。
外景部分是SKE48的成員以日本第一的偶像為目標有關日本第一的挑戰。

## 出演者

### 主持人
- SKE48

### 後見人
- 有野晋哉（よゐこ）
- クロちゃん（安田大馬戲團）

## 播放日・企劃
| 回 | 播放日 （首播） | 企劃內容                                                                                           | MC成員                                                                                | 企劃成員 |
| -- | --------------- | -------------------------------------------------------------------------------------------------- | ------------------------------------------------------------------------------------- | --- |
| 1  | 2011年5月1日    | - 使用2條繩跳繩，挑戰日本記錄30秒內跳超過107次                                                     | 木崎由里亞、木下有希子、松本梨奈                                                      | 木﨑、木下、後藤理沙子、松本、磯原杏華                                                                       |
| 2  | 5月8日          | - 日本第一〜最好的魔術表演                                                                         | 木﨑由里亞、後藤理沙子、磯原杏華                                                      | 木﨑、木下、後藤、松本、磯原                                                                                 |
| 3  | 5月15日         | - 初次的外景♡in北海道，日本最北的「絶叫設施」（高空彈跳）                                          | 小野晴香、木下有希子、平松可奈子、阿比留李帆、石田安奈、竹内舞 （買外賣而出）松本梨奈 | 上野圭澄、原望奈美                                                                                           |
| 4  | 5月22日         | - 初次的外景♡in北海道 - 全力二人坂                                                                 | 平松可奈子、阿比留李帆、石田安奈、竹内舞 （買外賣而出）松本梨奈                       | （外景）上野、原 （二人坂）大矢真那、柴田阿彌                                                                |
| 5  | 5月29日         | - 松本梨奈17歳、一個人挑戰MC - 初次的外景♡in北海道                                                 | 松本梨奈 （訪客MC）平松可奈子、石田安奈                                               | 上野、原 |
| 6  | 6月5日          | - 初次的外景♡in北海道 - 用紙屑打噴嚏比賽（攝影棚企劃）                                             | 出口陽、松下唯、赤枝里里奈、金子栞、小林亜実 （別室評論員）松本梨奈                   | （外景）上野、原 （攝影棚）出口、松下、赤枝、金子、小林                                                      |
| 7  | 6月12日         | - 逛逛破廄學校 - 大筷子少女 - 口模仿放屁比賽（攝影棚企劃）                                         | 松下唯、赤枝里里奈、松本梨奈、小林亞實                                                | （廃校）加藤智子、佐藤聖羅、高柳明音、矢方美紀 （大筷子）中西優香、中村優花 （攝影棚）松下、赤枝、松本、小林 |
| 8  | 6月19日         | - 逛逛破廢學校 - 全力二人坂 - 豬木的模仿「萬歲Venus」（攝影棚企劃）                                | 出口陽、松下唯、金子栞                                                                | （廢校）加藤智、佐藤聖、高柳、矢方 （二人坂）大矢、柴田 （攝影棚）出口、松下、金子                           |
| 9  | 6月26日         | - 未公開映像流出SP - 特技披露                                                                      | （沒有MC成員）                                                                        | （特技）桑原瑞希、木本花音                                                                                   |
| 10 | 7月3日          | - 蛇量不是半調子 萬歲Snake村!!（假如彩球會有蛇掉下來）                                             | （沒有MC成員）                                                                        | 加藤琉美、桑原瑞希、平田璃香子、梅本圓、木本花音、山下由加里                                                 |
| 11 | 7月10日         | - 蛇量不是半調子 萬歲Snake村!!（房間突然有大蛇走出來・前編）                                       | （沒有MC成員）                                                                        | 加藤琉美、平田、梅本                                                                                         |
| 12 | 7月17日         | - 蛇量不是半調子 萬歲Snake村!!（房間突然有大蛇走出來・後編）                                       | （沒有MC成員）                                                                        | 桑原、木本、山下                                                                                             |
| 13 | 7月24日         | - 蛇量不是半調子 萬歲Snake村!!（SKE48VS蛇的作祟）                                                  | （沒有MC成員）                                                                        | 加藤琉美、桑原、平田、梅本、木本、山下                                                                       |
| 14 | 7月31日         | - 蛇量不是半調子 萬歲Snake村!!（如果鍋裏面有蛇） - 大筷子少女                                      | （沒有MC成員）                                                                        | （蛇）加藤琉美、桑原、平田、梅本、木本、山下 （大筷子）佐藤聖羅、高柳明音                                    |
| 15 | 8月7日          | - 用4人5腳方法跑山                                                                                 | 木下有希子、須田亞香里、矢神久美、山田恵里伽、今出舞、齊藤真木子                      | （4人5脚）加藤智子、佐藤聖羅、高柳明音、矢方美紀                                                             |
| 16 | 8月14日         | - 猜測珍獸吃福岡的日本第一美食 - 我們不是笨蛋（出外攝影棚企劃） - 在休息室通道裡不同地方放置攝影機 | 秦佐和子、古川愛李                                                                    | （福岡美食家）小木曾汐莉、矢方美紀、中村優花 （攝影棚）秦、古川 （定点攝影機）                               |
| 17 | 8月21日         | - 猜測珍獸吃福岡的日本第一美食 - 我們不是笨蛋（出外攝影棚企劃） - 在休息室通道裡不同地方放置攝影機 | 石田安奈、佐藤聖羅、秦、古川                                                          | （福岡美食家）小木曾、矢方、中村 （攝影棚）石田、佐藤聖、秦、古川 （定点攝影機）                             |
| 18 | 8月28日         | - 測驗 假如SKE48經營飲茶店〜簡稱假如〜 (前編) - 全国巡回的舞台裏大公開！（外出攝影棚企劃）         | 木下有希子、須田亞香里、矢神久美、山田恵里伽、今出舞、齊藤真木子                      | （假如飲茶）金子栞、木﨑ゆりあ、松本梨奈 （攝影棚）小野晴香、金子、高田志織、古川愛李                        |
| 19 | 9月4日          | - 測驗 假如SKE48經營飲茶店〜簡稱假如〜 (後編) - 特技披露                                           | 木下、須田、矢神、山田惠、今出、齊藤                                                  | （假如飲茶）金子、木﨑、松本 （特技）松井玲奈                                                                |
| 20 | 9月11日         | - SKE48 選抜成員 內部告發排名 - 特技披露                                                           | 大矢真那、木﨑ゆりあ、桑原みずき、松井玲奈                                            | （內部告發）翡翠色的沙灘裙選抜成員14人 （特技）木﨑、須田亞香里、秦佐和子                                    |
| 21 | 9月18日         | - 松井-1優勝者 - SKE48 選抜成員 內部告發排名                                                       | （松井-1優勝者）松井玲奈 （內部告發）小木曾汐莉、高柳明音                             | （松井-1優勝者）松井玲奈 （內部告發）翡翠色的沙灘裙選抜成員14人（松井珠，古川缺席）                          |
| 22 | 9月25日         | - 中學生啊! - 未公開影像流出SP                                                                     | 松井珠理奈、石田安奈、向田茉夏、木本花音                                              | （中學生啊!）松井珠理奈、石田安奈、向田茉夏、木本花音                                                        |

## 工作人員
- 構成：岐部昌幸、下田雄大、安部裕之
- 撮影：犬原拓也、笠井雅子
- 人物設計：PansonWorks
- 宣傳：種子島幸（tvk）
- Web：細見葉介（tvk）、知覧晴彦（tvk）
- 美術協力：ACS
- 技術協力：TSP、ドゥーイット
- 協力：PYTHAGORAS PROMOTION
- 制作協力：10＋4
- 制作：EAST
- 助理製片人：林貴恵、高橋きさら、岩崎真佑美
- 主任：柴田琢朗、郡亮太、出井由紀
- 演出：宮野敏一
- 製片者：壷阪敏秀（tvk）、近藤和之（tvk）、梶野元延（千葉電視）、遠藤圭介（玉電視）、那須恵太郎（太陽電視）、片桐千秋（メ〜テレ）、西田拓朗（メ〜テレ）、座間隆司（EAST ENTERTAINMENT）
- 企劃製作：「去吧戀48」推進委員会、tvk、千葉電視、玉電視、太陽電視、メ〜テレ

## 片尾曲
- 「萬歲Venus」SKE48（#1 - #13）
- 「翡翠色的沙灘裙 」SKE48（#14 - ）

## 播放電視台
| 播放地區   | 播放電視台     | 播放時期        | 播放時間             | 系列           | 備註   |
| ---------- | -------------- | --------------- | -------------------- | -------------- | ------ |
| 神奈川縣   | tvk            | 2011年5月1日 -  | 星期日 23:00 - 23:30 | 独立UHF局      | 制作局 |
| 福岡縣     | TVQ九州放送    | 2011年5月2日 -  | 星期一 25:23 - 25:53 | 東京電視台系列 |        |
| 埼玉縣     | 埼玉電視台     | 2011年5月3日 -  | 星期二 24:30 - 25:00 | 独立UHF局      |        |
| 栃木縣     | 栃木電視台     | 2011年5月3日 -  | 星期二 22:00 - 22:30 | 独立UHF局      |        |
| 北海道     | 札幌電視台     | 2011年5月4日 -  | 星期三26:04 - 26:34  | 日本電視系列   | [ 5 ]  |
| 山形縣     | 山形放送       | 2011年5月5日 -  | 星期四 25:13 - 25:43 | 日本電視系列   |        |
| 兵庫縣     | SUN電視台      | 2011年5月7日 -  | 星期六 24:30 - 25:00 | 独立UHF局      |        |
| 千葉縣     | 千葉電視台     | 2011年5月8日 -  | 星期日 22:30 - 23:00 | 独立UHF局      |        |
| 群馬縣     | 群馬電視台     | 2011年5月8日 -  | 星期日 21:30 - 22:00 | 独立UHF局      |        |
| 廣島縣     | 中国放送       | 2011年5月9日 -  | 星期一 25:25 - 25:55 | TBS系列        |        |
| 中京廣域圏 | 名古屋電視台   | 2011年5月12日 - | 星期四 25:25 - 25:55 | 朝日電視系列   |        |
| 全国放送   | エンタメ〜テレ | 2011年5月26日 - | 星期四 23:00 - 23:30 | CS放送         | 有重播 |

## 外部連結
- 去吧戀48 （页面存档备份，存于）